# Cetilar Racing
Cetilar Racing è una scuderia italiana, con sede a Pisa, impegnata nelle competizioni motoristiche di durata, che vanta la partecipazione alle principali gare di durata del panorama internazionale, tra cui spiccano cinque partecipazioni alla 24 Ore di Le Mans e altrettante alla 24 ore di Daytona. Fondata nel 2015 dall’imprenditore e pilota Roberto Lacorte, si è avvalsa negli anni del supporto tecnico prima del team trevigiano Villorba Corse e poi del team piacentino AF Corse. In collaborazione con quest'ultimo ha raggiunto i risultati di maggior rilievo, ottenendo alcune vittorie di classe nel campionato del mondo endurance e nel campionato IMSA.

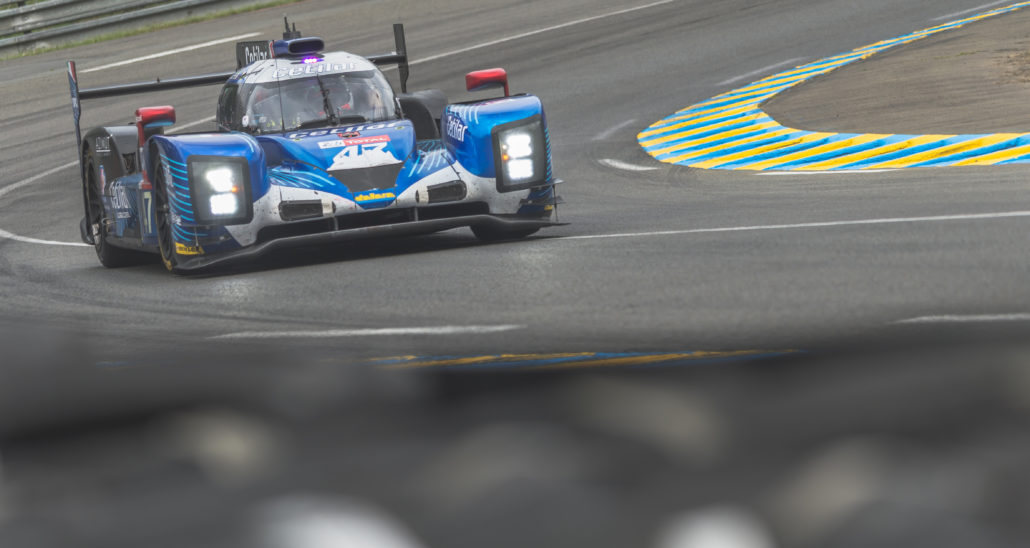
La vettura del team impegnata alla 24 Ore di Le Mans del 2018.

## Storia

### Gli inizi in LMP3 (2015-2016)
Dopo diverse esperienze nel Campionato Italiano Turismo Endurance e nell'European Prototype Championship CN2, Roberto Lacorte si lega alla scuderia Villorba Corse con la quale inizia a correre nella classe LMP3 del European Le Mans Series utilizzando una Ginetta-Juno P3. La squadra, iscritta come Cetilar Villorba Corse, viene completata da Giorgio Sernagiotto, pilota trevigiano più volte vincitore del Ferrari Challenge. L'obiettivo dichiarato è quello di prepararsi ad una futura partecipazione alla 24 Ore di Le Mans, per farlo viene data vita ad un programma sportivo battezzato Road to Le Mans. Il 2016 vede il prosieguo dell'impegno nella classe LMP3 del campionato europeo, questa volta con una Ligier JS P3.

### Il passaggio in LMP2 (2017-2020)

#### 2017

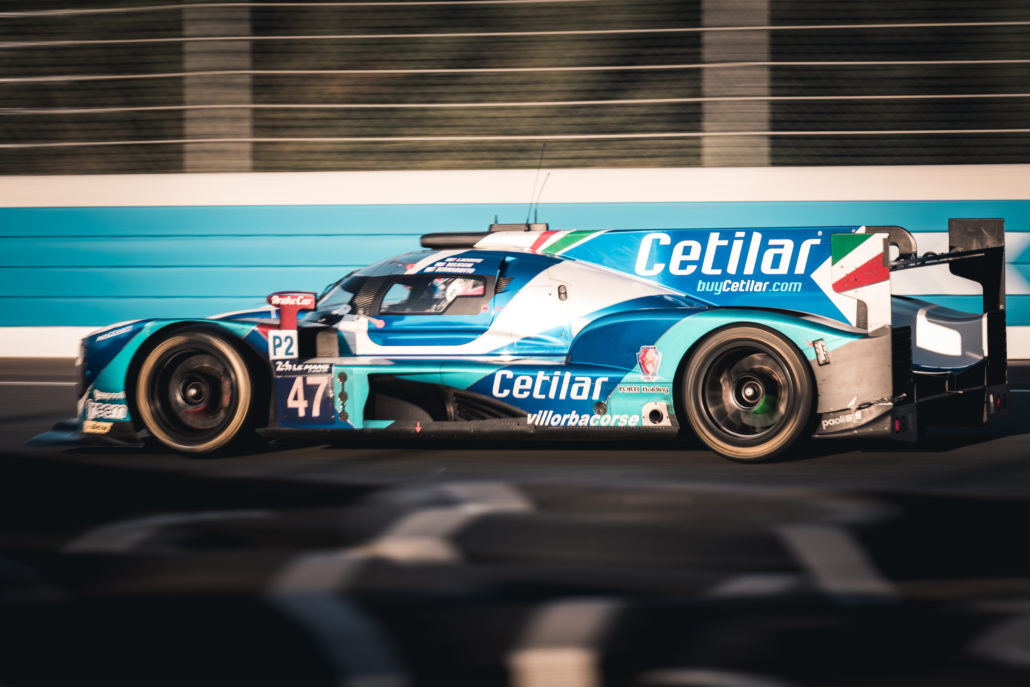
Roberto Lacorte alla guida della Dallara P217 del team alla 24 Ore di Le Mans 2017.

Nel 2017 il team effettua il passaggio alla classe superiore della European Le Mans Series, scegliendo di utilizzare una Dallara P217 di classe LMP2. Viene inoltre deciso di ingaggiare un terzo pilota di esperienza, Andrea Belicchi, da affiancare a Roberto Lacorte e Giorgio Sernagiotto. Il passaggio alla categoria LMP2, inoltre, permette al team di effettuare la richiesta di iscrizione alla 24 Ore di Le Mans del 2017. Il 2 febbraio, con una diretta streaming da Le Mans, l'organizzazione della maratona francese annuncia l'elenco ufficiale dei partecipanti alla 24 Ore di Le Mans, includendo Cetilar Villorba Corse tra gli iscritti. Alla prima apparizione sul Circuit de la Sarthe, il team raggiunge il settimo posto in classe LMP2 e il nono assoluto. Nel European Le Mans Series, invece, il team conclude il campionato in 14ª posizione, ottenendo come miglior piazzamento in gara un quinto posto. 

#### 2018
Il 2018 vede la continuazione dell'impegno nella European Le Mans Series e la seconda partecipazione alla 24 Ore di Le Mans. In questa stagione la novità è rappresentata dal rinnovato equipaggio alla guida della Dallara P217. A Lacorte e Sernagiotto viene infatti affiancato Felipe Nasr ingaggiato in sostituzione dell'infortunato Andrea Belicchi. Il team conclude la maratona francese all'undicesimo posto di classe LMP2, 19º assoluto, mentre nel campionato europeo si ferma al 25º non riuscendo a replicare i buoni risultati dell'anno precedente. 

#### 2019-2020

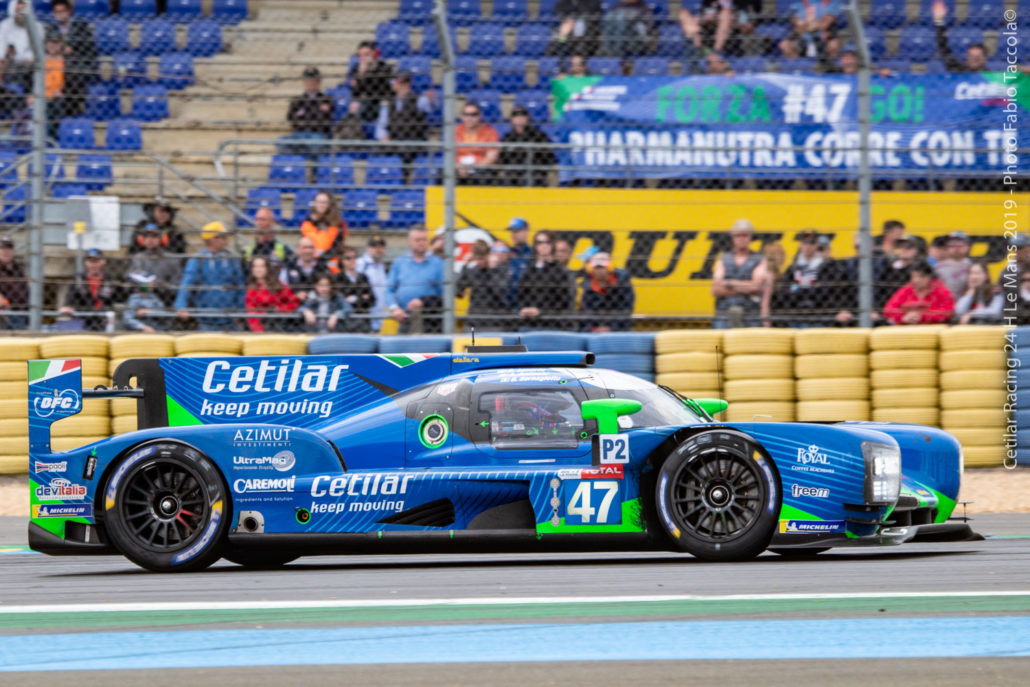
La Dallara P217 del team alla 24 Ore di Le Mans 2019.

Il 2019 rappresenta un anno di grandi cambiamenti per il team, che decide di effettuare il passaggio al campionato del mondo endurance scegliendo come nuovo partner tecnico AF Corse. La prima parte della stagione è povera di impegni per il team, il mondiale 2019-2020 prende infatti il via a settembre del 2019, che prende parte solamente a due gare: la 4 ore di Monza della ELMS e la 24 Ore di Le Mans. Queste due gare vengono ancora svolte con il supporto del team Villorba Corse. La terza partecipazione consecutiva alla 24 Ore di Le Mans, ancora una volta con la Dallara P217, vede inoltre il ritorno di Andrea Belicchi al fianco di Lacorte e Sernagiotto. Il team conclude la maratona francese al 13º posto di classe, il 19º assoluto, dopo una lunga serie di difficoltà tecniche. Archiviata la 24 Ore di Le Mans, il team si prepara alla partecipazione al Mondiale Endurance FIA WEC con la vettura italiana di classe LMP2, adottando il nuovo nome Cetilar Racing. Dopo i primi test estivi a Barcellona, il team esordisce nel Mondiale a settembre a Silverstone, dove conquista un sesto posto. ottenuto con una macchina dalle prestazioni tecniche inferiori rispetto alla concorrenza. Le gare successive si disputano in Giappone, Cina e Bahrain.

#### 2020

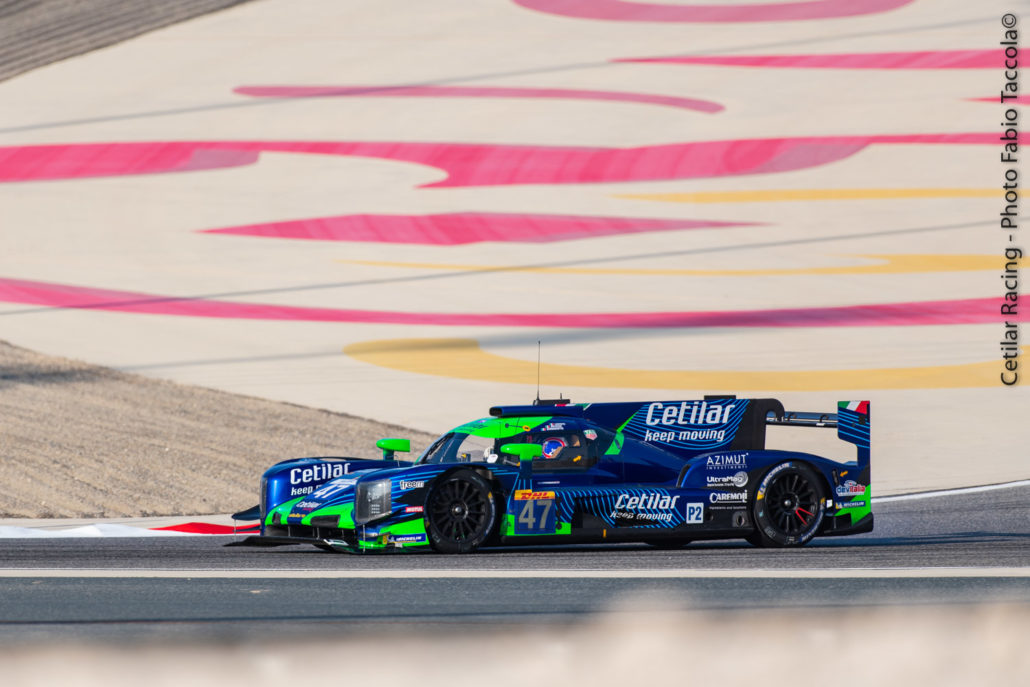
Giorgio Sernagiotto alla guida della vettura del team sul circuito di Sakhir, ultimo appuntamento del campionato del mondo endurance 2019-2020.

Il 2020 vede il prosieguo dell'impegno nel campionato del mondo, svoltosi a cavallo tra 2019 e 2020. In questa stagione, inoltre, il calendario agonistico viene rivoluzionato dalla pandemia in corso da COVID-19. Il team è quindi impegnato ad Austin, a SPA, a Le Mans e in Bahrain, concludendo il mondiale al 12º posto della classe LMP2. Come penultima tappa del mondiale, a settembre, il team partecipa per la quarta volta consecutiva alla 24 Ore di Le Mans, concludendo in decima posizione di classe, la 14ª assoluta. L'avventura nel mondiale si rivela difficile per il team, alle prese con una vettura nettamente meno performante delle Oreca 07 che compongono il resto della classe LMP2.

### Il passaggio alle vetture GT (2021-)

#### 2021

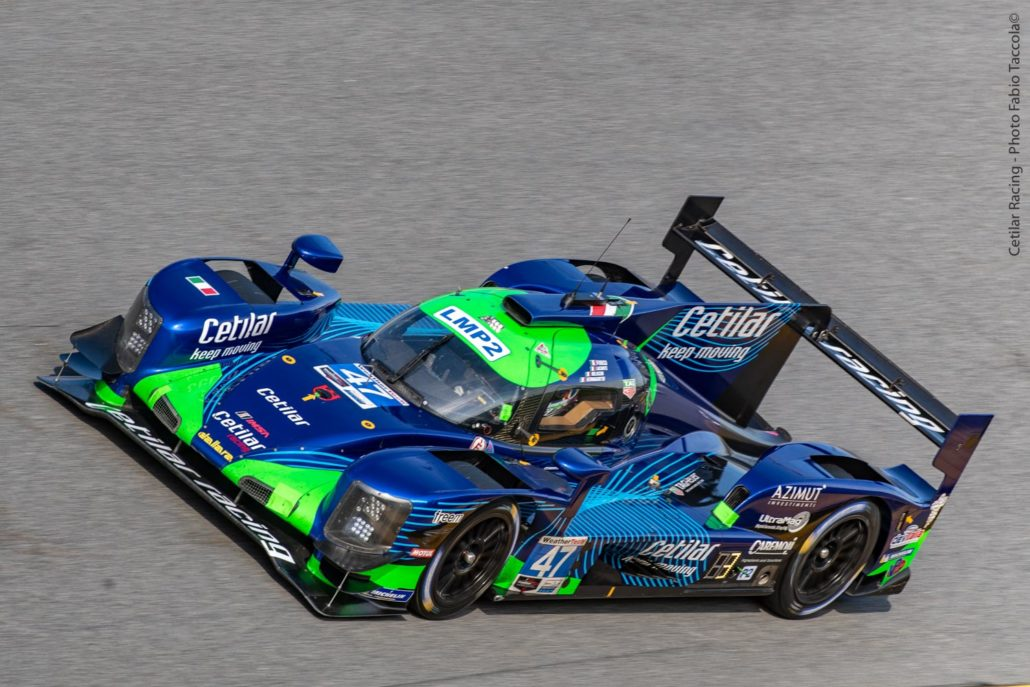
La Dallara P217 del team Cetilar Racing sulla caratteristica parabolica dell'ovale di Daytona.

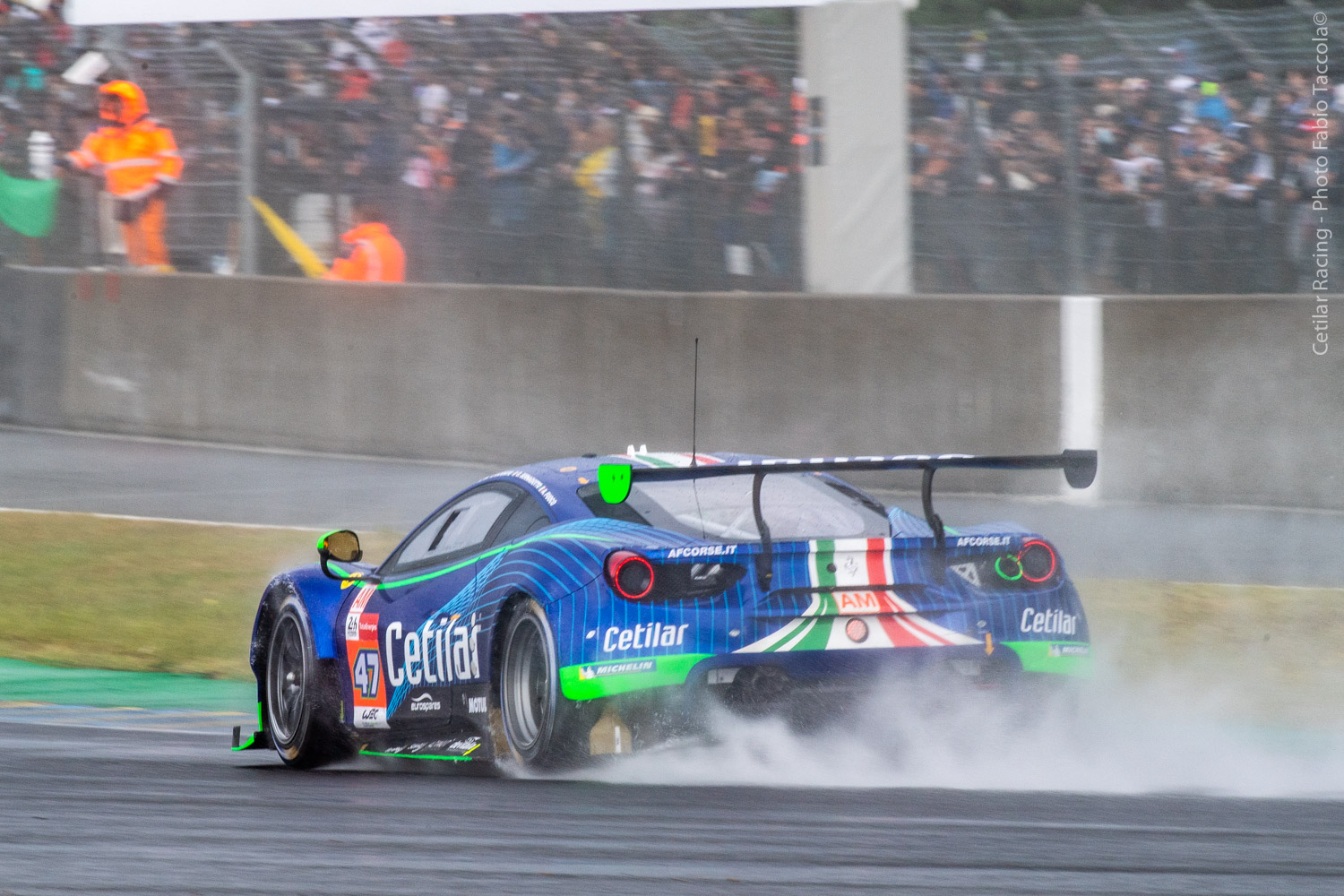
La Ferrari 488 GTE Evo sotto la pioggia durante la 24 Ore di Le Mans 2021.

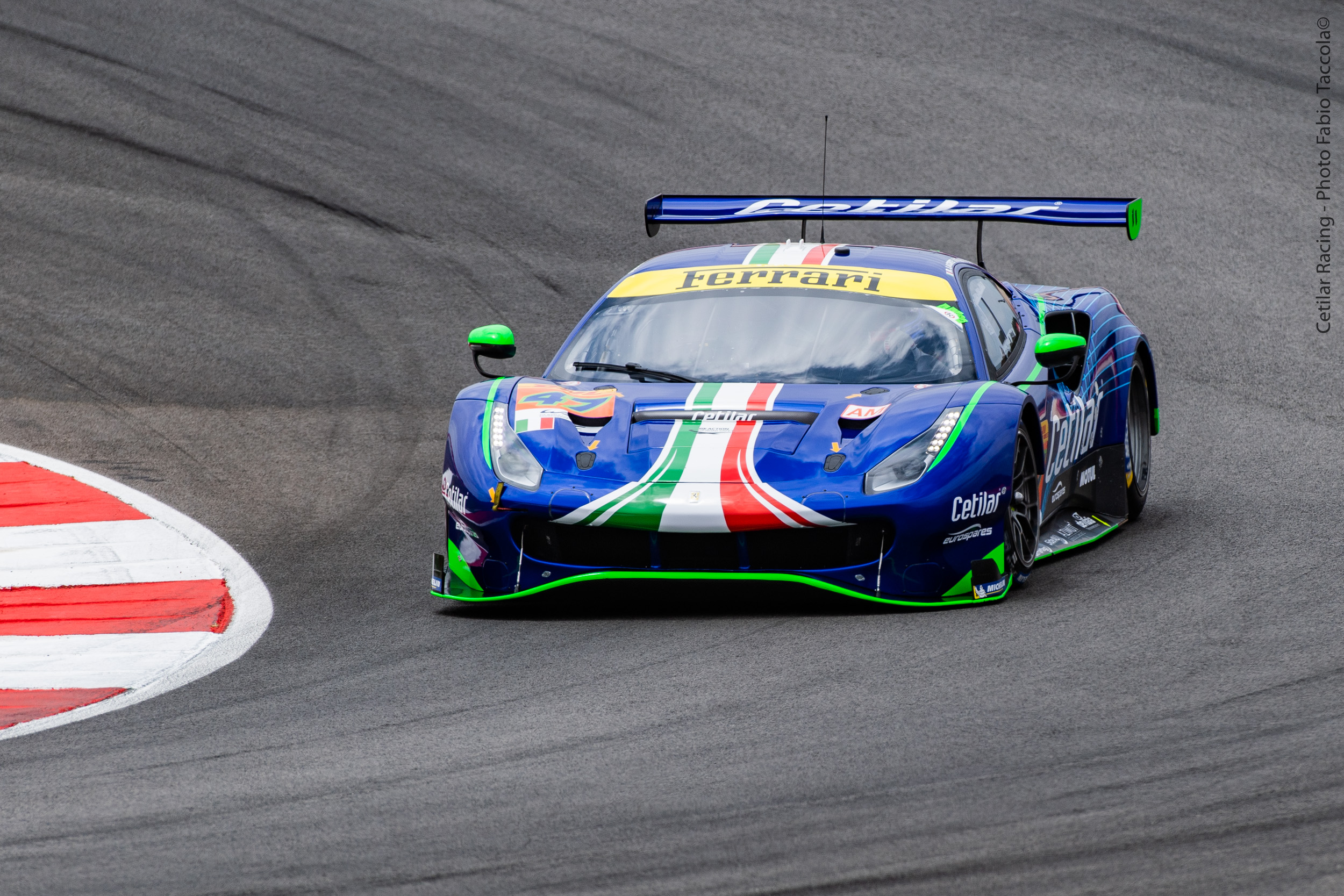

Il 2021 si apre con la prima partecipazione del team alla 24 Ore di Daytona, una delle gare di durata più prestigiose degli Stati Uniti. Questa gara rappresenta anche l'ultima di Cetilar Racing con la Dallara P217, prima del passaggio alle vetture GT. Il team amplia l'equipaggio per la gara statunitense ingaggiando il pilota Antonio Fuoco, proveniente dalla Ferrari Driver Academy, formando cosi un quartetto di piloti italiani. A differenza di quanto accaduto nel campionato del mondo endurance, la Dallara P217 si rivela molto veloce sul circuito di Daytona. Il team conduce la gara di qualifica, svoltasi il fine settimana precedente alla 24 ore, per lunghi tratti, concludendo poi al sesto posto a causa di un problema allo sterzo. La settimana successiva, alla 24 Ore, dopo più di metà gara condotta sempre nelle posizioni di testa, il team è costretto ad una lunga sosta per un problema al cambio, compromettendo il risultato finale. Dopo circa due ore di sosta, il team riporta in pista la vettura concludendo al sesto posto di categoria.
Archiviata la 24 Ore di Daytona, a marzo il team annuncia il passaggio alle vetture GT. In particolare, la squadra schiera, con il supporto di AF corse, una Ferrari 488 GTE EVO nella classe GTE-Am del campionato del mondo endurance. L'equipaggio alla guida della vettura di Maranello è composto da Roberto Lacorte, Giorgio Sernagiotto e Antonio Fuoco. Il team ottiene un podio di classe al primo appuntamento stagionale, la 6 ore di Spa, seguito da una vittoria a Portimao, secondo appuntamento stagionale. Nel resto del campionato il team risulta sempre tra i più rapidi ma fa fatica a ripetere i risultati di inizio stagione, arrivando addirittura al ritiro alla 24 ore di Le Mans. Il campionato termina con un quarto posto in Bahrein, portando il team a concludere al quinto posto in campionato.

#### 2022

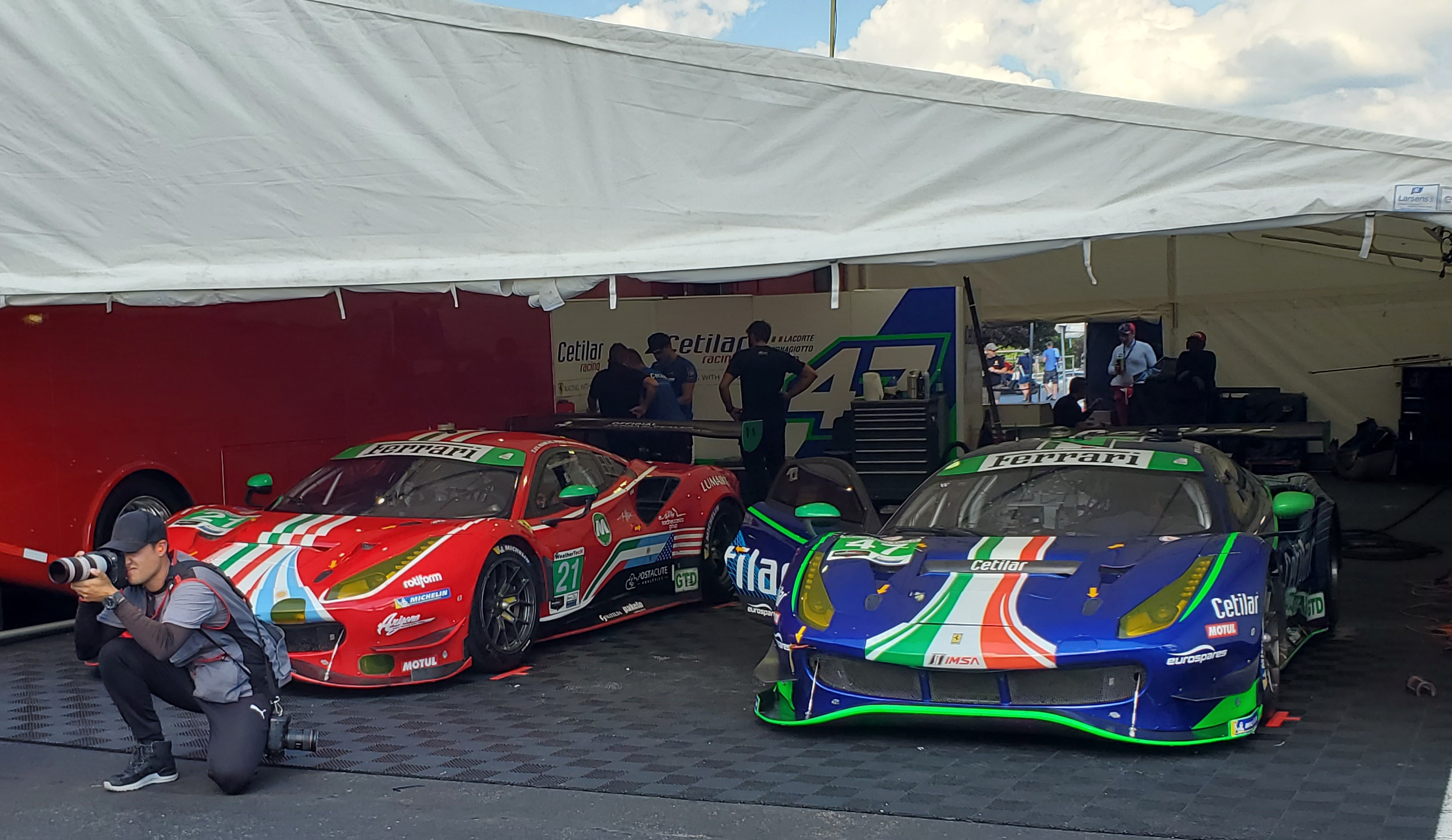
La Ferrari 488 GT3 del team nel paddock del circuito di Watkins Glen per la 6 ore.

Il 2022 vede il team spostare il proprio obbiettivo sul campionato IMSA, abbandonando così il campionato del mondo endurance. Il team prende quindi parte alle quattro gare di durata del campionato IMSA WheatherTech SportsCar valevoli per l'Endurance Cup. Il team partecipa alla classe GTD utilizzando una Ferrari 488 GT3 Evo 2020. Al secondo appuntamento stagionale, la 12 ore di Sebring, l'equipaggio formato da Lacorte, Sernagiotto e Fuoco coglie il successo in classe GTD. Per l'ultimo appuntamento stagionale, la Petit Le Mans, il team ingaggia Ulysse De Pauw in sostituzione di Antonio Fuoco. Il rinnovato equipaggio conquista il decimo posto, permettendo al team di chiudere la stagione al 15° posto della classe GTD.

#### 2023
Nel 2023 il team prosegue con il suo impegno nell'Endurance Cup del IMSA WheatherTech SportsCar, portando al debutto la nuova Ferrari 296 GT3. La stagione si rivela più difficoltosa della precedente, con il team impegnato a capire come sfruttare il potenziale della nuova vettura di Maranello. La squadra conclude l'Endurance Cup al 20º posto di classe GTD. 

#### 2024
Il 2024 vede il team ancora una volta impegnato nell'Endurance Cup del IMSA WheatherTech SportsCar. L'equipaggio, formato ancora una volta da Roberto Lacorte, Giorgio Sernagiotto e Antonio Fuoco, porta nuovamente in pista la Ferrari 296 GT3. La stagione si rivela migliore della precedente, con il miglior risultato colto nuovamente al secondo appuntamento stagionale, la 12 ore di Sebring. L'equipaggio lotta fino all'ultimo giro per la vittoria di classe GTD, concludendo al secondo posto, a meno di un secondo dai vincitori di classe. Il team conclude la stagione al 17º posto della classe GTD dell'Endurance Cup. 

#### 2025
Nel 2025 il team partecipa per il quinto anno consecutivo all'Endurance Cup del campionato IMSA, ancora una volta con una Ferrari 296 GT3 e con il supporto tecnico di AF Corse. Roberto Lacorte e Antonio Fuoco vengono confermati dal team mentre la novità è rappresentata dall'ingaggio del giovane Lorenzo Patrese in sostituzione di Giorgio Sernagiotto, rimasto all'interno del team in veste di coach. Inoltre, in occasione della 24 Ore di Daytona l'equipaggio viene completato da Nicola Lacorte, figlio di Roberto.

## Risultati

### European Le Mans Series
| Anno | Squadra                | Classe | Vettura           | SIL | IMO | RBR | LEC | EST |     | Punti | Pos. |
| ---- | ---------------------- | ------ | ----------------- | --- | --- | --- | --- | --- | --- | ----- | ---- |
| 2015 | Villorba Corse         | LMP3   | Ginetta-Juno LMP3 |     | Rit | 2   | 2   | Rit |     | 36    | 7º   |
| Anno | Squadra                | Classe | Vettura           | SIL | IMO | RBR | LEC | SPA | EST | Punti | Pos. |
| 2016 | Villorba Corse         | LMP3   | Ligier JS P3      | Rit | 16  | 12  | 10  | 9   | 8   | 8     | 23º  |
| Anno | Squadra                | Classe | Vettura           | SIL | IMO | RBR | LEC | SPA | POR | Punti | Pos. |
| 2017 | Cetilar Villorba Corse | LMP2   | Dallara P217      | 6   | 5   | NC  | 10  | 7   | 5   | 35    | 14º  |
| Anno | Squadra                | Classe | Vettura           | LEC | IMO | RBR | SIL | SPA | POR | Punti | Pos. |
| 2018 | Cetilar Villorba Corse | LMP2   | Dallara P217      | 14  | 9   | 11  | 13  | 10  | 11  | 4.5   | 25º  |

### Campionato del mondo endurance[12]
| Anno    | Squadra                | Classe   | Vettura             | SIL | SPA | LMS | NÜR | MEX | COA | FUJ | SHA | BHR | Punti | Pos. |
| ------- | ---------------------- | -------- | ------------------- | --- | --- | --- | --- | --- | --- | --- | --- | --- | ----- | ---- |
| 2017    | Cetilar Villorba Corse | LMP2     | Dallara P217        |     |     | 7   |     |     |     |     |     |     | 0     | NC   |
| Anno    | Squadra                | Classe   | Vettura             | SPA | LMS | SIL | FUJ | SHA | SEB | SPA | LMS |     | Punti | Pos. |
| 2018-19 | Cetilar Villorba Corse | LMP2     | Dallara P217        |     | 11  |     |     |     |     |     | 13  |     | 0     | NC   |
| Anno    | Squadra                | Classe   | Vettura             | SIL | FUJ | SHA | BHR | COA | SPA | LMS | BHR |     | Punti | Pos. |
| 2019-20 | Cetilar Racing         | LMP2     | Dallara P217        | 6   | 7   | 7   | 8   | 8   | 5   | 5   | 6   |     | 72    | 12º  |
| Anno    | Squadra                | Classe   | Vettura             | SPA | ALG | MNZ | LMS | BHR | BHR |     |     |     | Punti | Pos. |
| 2021    | Cetilar Racing         | LMGTE Am | Ferrari 488 GTE Evo | 3   | 1   | 10  | Rit | 10  | 4   |     |     |     | 75    | 5°   |
| Legenda |                        |          |                     |     |     |     |     |     |     |     |     |     |       |      |

### Campionato IMSA WeatherTech SportsCar[13]
| Anno    | Squadra        | Classe | Vettura             | DAY |     |     |     |     |  | Punti | Pos. |
| ------- | -------------- | ------ | ------------------- | --- | --- | --- | --- | --- |  | ----- | ---- |
| 2021    | Cetilar Racing | LMP2   | Dallara P217        | 6   |     |     |     |     |  | 0     |      |
| Anno    | Squadra        | Classe | Vettura             | DAY | SEB | WGL | PET |     |  | Punti | Pos. |
| 2022    | Cetilar Racing | GTD    | Ferrari 488 GTE Evo | 14  | 1   | 4   | 10  |     |  | 1101  | 15°  |
| Anno    | Squadra        | Classe | Vettura             | DAY | SEB | WGL | PET |     |  | Punti | Pos. |
| 2023    | Cetilar Racing | GTD    | Ferrari 296 GT3     | 23  | 14  | 18  | 13  |     |  | 637   | 20°  |
| Anno    | Squadra        | Classe | Vettura             | DAY | SEB | WGL | IND | PET |  | Punti | Pos. |
| 2024    | Cetilar Racing | GTD    | Ferrari 296 GT3     | 10  | 2   | 18  | 7   | 14  |  | 1183  | 17°  |
| Anno    | Squadra        | Classe | Vettura             | DAY |     |     |     |     |  | Punti | Pos. |
| 2025    | Cetilar Racing | GTD    | Ferrari 296 GT3     |     |     |     |     |     |  |       |      |
| Legenda |                |        |                     |     |     |     |     |     |  |       |      |

### 24 Ore di Le Mans
| Anno | Classe   | №  | Gomme | Vettura                                         | Squadra                       | Piloti                                              | Giri | Pos. Assol. | Pos. di classe |
| ---- | -------- | -- | ----- | ----------------------------------------------- | ----------------------------- | --------------------------------------------------- | ---- | ----------- | -------------- |
| 2017 | LMP2     | 47 | D     | Dallara P217Gibson GK428 4.2L V8                | Cetilar Villorba Corse        | Roberto Lacorte Andrea Belicchi Giorgio Sernagiotto | 353  | 9º          | 7º             |
| 2018 | LMP2     | 47 | D     | Dallara P217Gibson GK428 4.2L V8                | Cetilar Villorba Corse        | Roberto Lacorte Felipe Nasr Giorgio Sernagiotto     | 342  | 19º         | 11º            |
| 2019 | LMP2     | 47 | D     | Dallara P217Gibson GK428 4.2L V8                | Cetilar Racing Villorba Corse | Roberto Lacorte Andrea Belicchi Giorgio Sernagiotto | 352  | 18º         | 13º            |
| 2020 | LMP2     | 47 | M     | Dallara P217Gibson GK428 4.2L V8                | Cetilar Racing                | Roberto Lacorte Andrea Belicchi Giorgio Sernagiotto | 363  | 14º         | 11º            |
| 2021 | LMGTE Am | 47 | M     | Ferrari 488 GTE EvoFerrari F154CB 3.9L V8 Turbo | Cetilar Racing                | Roberto Lacorte Antonio Fuoco Giorgio Sernagiotto   | 90   | Rit         | Rit            |